# مهدیار آقاجانی
مهدیار آقاجانی (زادهٔ ۲ بهمن ۱۳۶۷) موسیقی‌دان، تهیه‌کننده موسیقی و آهنگساز اهل تهران، ایران است. او استانداردهای موسیقی زیرزمینی ایران را با استفاده از سازهای سنتی ایرانی مانند عود، سنتور، دف، تنبک، نی، کمانچه و قانون در موسیقی الکترونیک و هیپ‌هاپ ارتقا داد.

## حرفه
در سال ۲۰۰۵، هیچ‌کس اولین آلبوم هیپ‌هاپ ایرانی با نام جنگل آسفالت را منتشر کرد. مهدیار آقاجانی، آهنگساز و تهیه‌کننده این آلبوم، هیپ‌هاپ و موسیقی سنتی ایرانی را به روشی خلاقانه ترکیب کرد. کار مهدیار در جنگل آسفالت معیار جدیدی در تکامل رپ فارسی ایجاد کرد. قطعاتی مانند «وطن‌پرست» نمونه‌ای از ترکیب هارمونی‌های ایرانی/خاورمیانه‌ای با موسیقی اعتراضی شهری است.
پس از مصاحبه‌ای با مجله نسیم حراز دربارهٔ انتشار اولین آلبوم اصلی خود در سال ۲۰۰۶ با هیچ‌کس، مهدیار با فشار دولت ایران مواجه شد. این همکاری که تأثیرگذارترین همکاری بین هیچ‌کس و مهدیار بود، باعث شد موسیقی آن‌ها در اروپا و ایران شنیده شود. این موضوع به اندازه‌ای دولت ایران را حساس کرد که هنرمندان را تهدیدی برای فرهنگ ایران دانست و نام مهدیار را در فهرست تهدیدها قرار داد، این موضوع علیرغم استفاده مهدیار از سازهای سنتی ایرانی و اشعار قوی ملی‌گرایانه هیچ‌کس در آهنگ‌ها، رخ داد.
در سال ۲۰۰۹، مهدیار موسیقی متن فیلم کسی از گربه‌های ایرانی خبر نداره را ساخت. این فیلم سیاست‌های دولت ایران را در قبال موسیقی زیرزمینی نقد می‌کند. موفقیت کسی از گربه‌های ایرانی خبر نداره در جشنواره فیلم کن ۲۰۰۹ باعث شد بخشی از عوامل فیلم با مشکلاتی از سوی مقامات ایرانی مواجه شوند. این فشارها مهدیار را مجبور کرد خانواده خود را در ۲۰ سالگی ترک کند و ابتدا به برلین و سپس به پاریس برود. او همچنان ساکن پاریس است.

## موسیقی متن

### فیلم‌های بلند
- ۲۰۱۴: گلاب ساخته جان استوارت
- ۲۰۱۴: رقاص صحرا اثر ریچارد ریموند
- ۲۰۰۹: قطعه اختلاف در کسی از گربه‌های ایرانی خبر نداره، به کارگردانی بهمن قبادی[۹]

### فیلم‌های کوتاه
- ۲۰۱۰: فیلم کوتاه "Demandez au Vent"
- ۲۰۱۰: از باد بپرس، به کارگردانی بهمن قبادی
- ۲۰۰۸: فیلم کوتاه شاهزاده ایرانی

### مستند
- ۲۰۱۷: Burkinabè Rising
- ۲۰۱۶: Cast from the Storm
- ۲۰۱۵: K2 and the Invisible Footmen
- Chroniques d'un Iran Interdit :۲۰۱۱
- ۲۰۱۰: مستند فرهنگ‌های مقاومت، به کارگردانی آیارا لی

### تئاتر
- ۲۰۱۰: لو پلونژون، به تهیه‌کنندگی مرکز هنر و فرهنگ پمپیدو

## ترانه‌شناسی

### آلبوم‌ها

#### حق
| ردیف | ترانه            | خواننده و ترانه‌سرا | آهنگساز(ها)          | تنظیم‌کننده     | توضیحات              |
| ---- | ---------------- | ------------------ | -------------------- | -------------- | -------------------- |
| ۱    | مقدمه            | فدائی              | مهدیار آقاجانی       | مهدیار آقاجانی | انتشار در ۵ مهر ۱۴۰۱ |
| ۲    | طواف             | فدائی، مصطفی میری  | مهدیار آقاجانی       | مهدیار آقاجانی | انتشار در ۵ مهر ۱۴۰۱ |
| ۳    | الف              | فدائی              | مهدیار آقاجانی       | مهدیار آقاجانی | انتشار در ۵ مهر ۱۴۰۱ |
| ۴    | مصلحتی           | فدایی، حیدر        | مهدیار آقاجانی       | مهدیار آقاجانی | انتشار در ۵ مهر ۱۴۰۱ |
| ۵    | تیمارستان دهه ۶۰ | فدائی              | مهدیار آقاجانی، حکمت | مهدیار آقاجانی | انتشار در ۵ مهر ۱۴۰۱ |
| ۶    | مهر رو رها       | فدائی              | مهدیار آقاجانی       | مهدیار آقاجانی | انتشار در ۵ مهر ۱۴۰۱ |
| ۷    | مگه چی می‌شه      | فدائی              | مهدیار آقاجانی       | مهدیار آقاجانی | انتشار در ۵ مهر ۱۴۰۱ |
| ۸    | مهاجر            | فدائی              | مهدیار آقاجانی       | مهدیار آقاجانی | انتشار در ۵ مهر ۱۴۰۱ |
| ۹    | نارفیق           | فدائی، شاپور       | مهدیار آقاجانی       | مهدیار آقاجانی | انتشار در ۵ مهر ۱۴۰۱ |
| ۱۰   | زرد              | فدائی              | مهدیار آقاجانی       | مهدیار آقاجانی | انتشار در ۵ مهر ۱۴۰۱ |
| ۱۱   | از صمیم قلب      | فدائی              | مهدیار آقاجانی       | مهدیار آقاجانی | انتشار در ۵ مهر ۱۴۰۱ |
| ۱۲   | رهبر             | فدائی              | مهدیار آقاجانی، حکمت | مهدیار آقاجانی | انتشار در ۵ مهر ۱۴۰۱ |
| ۱۳   | خون              | فدائی              | مهدیار آقاجانی، حکمت | مهدیار آقاجانی | انتشار در ۵ مهر ۱۴۰۱ |

#### مجاز
| ردیف | ترانه                | خواننده و ترانه‌سرا | آهنگساز(ها)          | تنظیم‌کننده     | توضیحات                                      |
| ---- | -------------------- | ------------------ | -------------------- | -------------- | -------------------------------------------- |
| ۱    | رسوا                 | هیچ‌کس              | مهدیار آقاجانی       | مهدیار آقاجانی | انتشار در ۱۱ فروردین ۱۳۹۹، از سوی لیبل ملتفت |
| ۲    | تو کجا بودی؟         | هیچ‌کس              | مهدیار آقاجانی       | مهدیار آقاجانی | انتشار در ۱۱ فروردین ۱۳۹۹، از سوی لیبل ملتفت |
| ۳    | سخته مسلمون بودن     | هیچ‌کس              | مهدیار آقاجانی       | مهدیار آقاجانی | انتشار در ۱۱ فروردین ۱۳۹۹، از سوی لیبل ملتفت |
| ۴    | قاضی منو دوست داشت   | هیچ‌کس              | مهدیار آقاجانی       | مهدیار آقاجانی | انتشار در ۱۱ فروردین ۱۳۹۹، از سوی لیبل ملتفت |
| ۵    | من کی‌ام              | هیچ‌کس، فدایی       | مهدیار آقاجانی       | مهدیار آقاجانی | انتشار در ۱۱ فروردین ۱۳۹۹، از سوی لیبل ملتفت |
| ۶    | چرا نمی‌میری؟         | هیچ‌کس              | حکمت، مهدیار آقاجانی | مهدیار آقاجانی | انتشار در ۱۱ فروردین ۱۳۹۹، از سوی لیبل ملتفت |
| ۷    | از آشناییتون خوشحالم | هیچ‌کس              | مهدیار آقاجانی       | مهدیار آقاجانی | انتشار در ۱۱ فروردین ۱۳۹۹، از سوی لیبل ملتفت |
| ۸    | خلافکارای اصلی       | هیچ‌کس              | حکمت، مهدیار آقاجانی | مهدیار آقاجانی | انتشار در ۱۱ فروردین ۱۳۹۹، از سوی لیبل ملتفت |
| ۹    | شبی گرگا             | هیچ‌کس، قاف         | حکمت، مهدیار آقاجانی | مهدیار آقاجانی | انتشار در ۱۱ فروردین ۱۳۹۹، از سوی لیبل ملتفت |
| ۱۰   | ترورشون کن           | هیچ‌کس              | مهدیار آقاجانی       | مهدیار آقاجانی | انتشار در ۱۱ فروردین ۱۳۹۹، از سوی لیبل ملتفت |
| ۱۱   | جدول و رؤیا          | هیچ‌کس              | مهدیار آقاجانی       | مهدیار آقاجانی | انتشار در ۱۱ فروردین ۱۳۹۹، از سوی لیبل ملتفت |
| ۱۲   | شیطونه میگه          | هیچ‌کس              | حسن، مهدیار آقاجانی  | مهدیار آقاجانی | انتشار در ۱۱ فروردین ۱۳۹۹، از سوی لیبل ملتفت |
| ۱۳   | یه مکث               | هیچ‌کس              | حسن، مهدیار آقاجانی  | مهدیار آقاجانی | انتشار در ۱۱ فروردین ۱۳۹۹، از سوی لیبل ملتفت |
| ۱۴   | کی میگه              | هیچ‌کس، ریویل       | مهدیار آقاجانی       | مهدیار آقاجانی | انتشار در ۱۱ فروردین ۱۳۹۹، از سوی لیبل ملتفت |
| ۱۵   | محض مخالفت           | هیچ‌کس              | مهدیار آقاجانی       | مهدیار آقاجانی | انتشار در ۱۱ فروردین ۱۳۹۹، از سوی لیبل ملتفت |
| ۱۶   | وَ زیر                | هیچ‌کس              | مهدیار آقاجانی       | مهدیار آقاجانی | انتشار در ۱۱ فروردین ۱۳۹۹، از سوی لیبل ملتفت |

#### آلبوم Seized
| ردیف | ترانه                  | توضیحات                              |
| ---- | ---------------------- | ------------------------------------ |
| ۱    | Seize                  | انتشار: ۴ اسفند ۱۳۹۶ (۲۳ فوریه ۲۰۱۸) |
| ۲    | Money Money            | انتشار: ۴ اسفند ۱۳۹۶ (۲۳ فوریه ۲۰۱۸) |
| ۳    | Timmy Might Bury Y’all | انتشار: ۴ اسفند ۱۳۹۶ (۲۳ فوریه ۲۰۱۸) |
| ۴    | Vow                    | انتشار: ۴ اسفند ۱۳۹۶ (۲۳ فوریه ۲۰۱۸) |
| ۵    | Hush                   | انتشار: ۴ اسفند ۱۳۹۶ (۲۳ فوریه ۲۰۱۸) |
| ۶    | Iran Iraq              | انتشار: ۴ اسفند ۱۳۹۶ (۲۳ فوریه ۲۰۱۸) |
| ۷    | Khakis                 | انتشار: ۴ اسفند ۱۳۹۶ (۲۳ فوریه ۲۰۱۸) |
| ۸    | Running from           | انتشار: ۴ اسفند ۱۳۹۶ (۲۳ فوریه ۲۰۱۸) |
| ۹    | Lust                   | انتشار: ۴ اسفند ۱۳۹۶ (۲۳ فوریه ۲۰۱۸) |
| ۱۰   | Glimmer of             | انتشار: ۴ اسفند ۱۳۹۶ (۲۳ فوریه ۲۰۱۸) |
| ۱۱   | Twist the Facts        | انتشار: ۴ اسفند ۱۳۹۶ (۲۳ فوریه ۲۰۱۸) |

#### اشتباه خوب
| ردیف | ترانه  | ترانه‌نویس و خواننده | آهنگساز و تنظیم‌کننده |
| ---- | ------ | ------------------- | -------------------- |
| ۱    | خوب    | بهرام نورایی        | مهدیار آقاجانی       |
| ۲    | ساز    | بهرام نورایی        | مهدیار آقاجانی       |
| ۳    | لمس    | بهرام نورایی        | مهدیار آقاجانی       |
| ۴    | نقش    | بهرام نورایی        | مهدیار آقاجانی       |
| ۵    | نگاه   | بهرام نورایی        | مهدیار آقاجانی       |
| ۶    | جنگ    | بهرام نورایی        | مهدیار آقاجانی       |
| ۷    | تکرار  | بهرام نورایی        | مهدیار آقاجانی       |
| ۸    | نیاز   | بهرام نورایی        | مهدیار آقاجانی       |
| ۹    | زخم    | بهرام نورایی        | مهدیار آقاجانی       |
| ۱۰   | ریشه   | بهرام نورایی        | مهدیار آقاجانی       |
| ۱۱   | ممکن   | بهرام نورایی        | مهدیار آقاجانی       |
| ۱۲   | مرداب  | بهرام نورایی        | مهدیار آقاجانی       |
| ۱۳   | سوز    | بهرام نورایی        | مهدیار آقاجانی       |
| ۱۴   | برش    | بهرام نورایی        | مهدیار آقاجانی       |
| ۱۵   | صلح    | بهرام نورایی        | مهدیار آقاجانی       |
| ۱۶   | اشتباه | بهرام نورایی        | مهدیار آقاجانی       |

#### عدل (آلبوم کوتاه)
| ردیف | ترانه        | خواننده            | آهنگساز و تنظیم‌کننده | توضیحات                                   |
| ---- | ------------ | ------------------ | -------------------- | ----------------------------------------- |
| ۱    | زندگی        | اشکان فدائی        | مهدیار آقاجانی       | انتشار در ۲۲ آبان ۱۳۹۱، از سوی لیبل ملتفت |
| ۲    | سرزمین مادری | اشکان فدائی        | مهدیار آقاجانی       | انتشار در ۲۲ آبان ۱۳۹۱، از سوی لیبل ملتفت |
| ۳    | چی شنیدی؟    | اشکان فدائی، هیچ‌کس | مهدیار آقاجانی       | انتشار در ۲۲ آبان ۱۳۹۱، از سوی لیبل ملتفت |
| ۴    | جعبه جادویی  | اشکان فدایی        | مهدیار آقاجانی       | انتشار در ۲۲ آبان ۱۳۹۱، از سوی لیبل ملتفت |
| ۵    | ۸۰           | اشکان فدائی، قاف   | مهدیار آقاجانی       | انتشار در ۲۲ آبان ۱۳۹۱، از سوی لیبل ملتفت |
| ۶    | نمی‌دونم      | اشکان فدائی        | مهدیار آقاجانی       | انتشار در ۲۲ آبان ۱۳۹۱، از سوی لیبل ملتفت |

#### زیر و بم زیرزمین
| ردیف | ترانه       | خواننده               | آهنگساز و تنظیم‌کننده | توضیحات                             |
| ---- | ----------- | --------------------- | -------------------- | ----------------------------------- |
| ۱    | صبح مثنوی   | قاف                   | مهدیار آقاجانی       | انتشار در ۷ مهر ۱۳۹۰، از لیبل ملتفت |
| ۲    | بالاتر ۱    | قاف                   | مهدیار آقاجانی       | انتشار در ۷ مهر ۱۳۹۰، از لیبل ملتفت |
| ۳    | تاریکی      | قاف                   | مهدیار آقاجانی       | انتشار در ۷ مهر ۱۳۹۰، از لیبل ملتفت |
| ۴    | هدف         | قاف (با همراهی بیداد) | مهدیار آقاجانی       | انتشار در ۷ مهر ۱۳۹۰، از لیبل ملتفت |
| ۵    | ا.ی.ر.ا. ن  | قاف (با همراهی ۷خط)   | مهدیار آقاجانی       | انتشار در ۷ مهر ۱۳۹۰، از لیبل ملتفت |
| ۶    | حس غریب     | قاف                   | مهدیار آقاجانی       | انتشار در ۷ مهر ۱۳۹۰، از لیبل ملتفت |
| ۷    | خاورمیانه   | قاف (با همراهی لوکی)  | مهدیار آقاجانی       | انتشار در ۷ مهر ۱۳۹۰، از لیبل ملتفت |
| ۸    | فضای سرد    | قاف                   | مهدیار آقاجانی       | انتشار در ۷ مهر ۱۳۹۰، از لیبل ملتفت |
| ۹    | مرجان       | قاف (با همراهی ریویل) | مهدیار آقاجانی       | انتشار در ۷ مهر ۱۳۹۰، از لیبل ملتفت |
| ۱۰   | میان غم‌هایم | قاف (با همراهی فدائی) | مهدیار آقاجانی       | انتشار در ۷ مهر ۱۳۹۰، از لیبل ملتفت |
| ۱۱   | بالاتر ۲    | قاف                   | مهدیار آقاجانی       | انتشار در ۷ مهر ۱۳۹۰، از لیبل ملتفت |
| ۱۲   | شب خزان     | قاف                   | مهدیار آقاجانی       | انتشار در ۷ مهر ۱۳۹۰، از لیبل ملتفت |

#### انجام وظیفه (آلبوم کوتاه)
| ردیف | ترانه‌سرا      | خواننده               | آهنگساز و تنظیم‌کننده | توضیحات                                |
| ---- | ------------- | --------------------- | -------------------- | -------------------------------------- |
| ۱    | انجام وظیفه   | هیچ‌کس                 | مهدیار آقاجانی       | انتشار در ۱۷ اسفند ۱۳۸۹، از لیبل ملتفت |
| ۲    | 021LDN        | ریویل                 | مهدیار آقاجانی       | انتشار در ۱۷ اسفند ۱۳۸۹، از لیبل ملتفت |
| ۳    | ما از اوناشیم | هیچ‌کس                 | مهدیار آقاجانی       | انتشار در ۱۷ اسفند ۱۳۸۹، از لیبل ملتفت |
| ۴    | واستا لاشی    | فدائی                 | مهدیار آقاجانی       | انتشار در ۱۷ اسفند ۱۳۸۹، از لیبل ملتفت |
| ۵    | شک            | قاف (با همراهی فدائی) | مهدیار آقاجانی       | انتشار در ۱۷ اسفند ۱۳۸۹، از لیبل ملتفت |

#### جنگل آسفالت
| ردیف | ترانه              | خواننده و ترانه‌سرا                           | آهنگساز و تنظیم‌کننده | توضیحات              |
| ---- | ------------------ | -------------------------------------------- | -------------------- | -------------------- |
| ۱    | مقدمه              | هیچ‌کس                                        | مهدیار آقاجانی       | انتشار در ۹ مهر ۱۳۸۵ |
| ۲    | دیده و دل          | هیچ‌کس (با همراهی ریویل، امین فولادی و بیداد) | مهدیار آقاجانی       | انتشار در ۹ مهر ۱۳۸۵ |
| ۳    | اختلاف             | هیچ‌کس                                        | مهدیار آقاجانی       | انتشار در ۹ مهر ۱۳۸۵ |
| ۴    | من وایستادم        | هیچ‌کس                                        | مهدیار آقاجانی       | انتشار در ۹ مهر ۱۳۸۵ |
| ۵    | مقدمهٔ قانون        | هیچ‌کس                                        | مهدیار آقاجانی       | انتشار در ۹ مهر ۱۳۸۵ |
| ۶    | قانون              | هیچ‌کس                                        | مهدیار آقاجانی       | انتشار در ۹ مهر ۱۳۸۵ |
| ۷    | وطن‌پرست            | هیچ‌کس (با همراهی ریویل و امین فولادی)        | مهدیار آقاجانی       | انتشار در ۹ مهر ۱۳۸۵ |
| ۸    | اون منم            | هیچ‌کس                                        | مهدیار آقاجانی       | انتشار در ۹ مهر ۱۳۸۵ |
| ۹    | برپا               | هیچ‌کس                                        | مهدیار آقاجانی       | انتشار در ۹ مهر ۱۳۸۵ |
| ۱۱   | زندان              | هیچ‌کس (با همراهی ریویل)                      | مهدیار آقاجانی       | انتشار در ۹ مهر ۱۳۸۵ |
| ۱۲   | دیده و دل (ریمیکس) | هیچ‌کس (با همراهی ریویل، امین فولادی و بیداد) | مهدیار آقاجانی       | انتشار در ۹ مهر ۱۳۸۵ |

### تک‌آهنگ‌ها
| تاریخ انتشار | ترانه                               | خواننده و ترانه‌سرا                | آهنگ‌ساز و تنظیم‌کننده           |
| ------------ | ----------------------------------- | --------------------------------- | ------------------------------ |
| ۱۴۰۲         | کمین                                | فدائی و شاپور                     | مهدیار آقاجانی                 |
| ۱۴۰۲         | بالاست                              | فدائی                             | مهدیار آقاجانی                 |
| ۱۴۰۲         | دراویش                              | شاپور                             | مهدیار آقاجانی                 |
| ۱۴۰۲         | بلندتر                              | فدائی                             | مهدیار آقاجانی                 |
| ۱۴۰۲         | باطل                                | شاپور                             | مهدیار آقاجانی                 |
| ۱۴۰۲         | فکت                                 | شاپور                             | مهدیار آقاجانی                 |
| ۱۴۰۲         | سگپدر                               | شاپور                             | مهدیار آقاجانی                 |
| ۱۴۰۲         | دلقک                                | شاپور                             | مهدیار آقاجانی                 |
| ۱۴۰۲         | تهران                               | فدائی                             | مهدیار آقاجانی                 |
| ۱۴۰۲         | فراموشی                             | فدائی و شاپور                     | مهدیار آقاجانی                 |
| ۱۴۰۲         | الکی                                | شاپور                             | مهدیار آقاجانی                 |
| ۱۴۰۲         | حیدر حیدر هیدر هیدرد هی‌درد          | ریمیکس مداحی محمود کریمی          | مهدیار آقاجانی                 |
| ۱۴۰۲         | میام پیشت                           | شاپور                             | مهدیار آقاجانی                 |
| ۱۴۰۲         | آچمز                                | فدائی و شاپور                     | مهدیار آقاجانی                 |
| ۱۴۰۲         | یادگاری                             | فدائی                             | مهدیار آقاجانی                 |
| ۱۴۰۲         | کرکره                               | شاپور                             | مهدیار آقاجانی                 |
| ۱۴۰۱         | مشکی                                | فدائی                             | مهدیار آقاجانی                 |
| ۱۴۰۱         | تسخیر                               | فدائی                             | مهدیار آقاجانی                 |
| ۱۴۰۰         | از کرج تا لنگرود                    | فدائی                             | مهدیار آقاجانی                 |
| ۱۴۰۰         | قاسم کجایی؟                         | شاپور                             | مهدیار آقاجانی                 |
| ۱۴۰۰         | سرنگونی                             | فدائی                             | مهدیار آقاجانی                 |
| ۱۴۰۰         | فاتحه                               | فدائی                             | مهدیار آقاجانی                 |
| ۱۴۰۰         | بیلیط                               | فدائی                             | مهدیار آقاجانی                 |
| ۱۳۹۹         | کولی                                | فدائی                             | مهدیار آقاجانی                 |
| ۱۳۹۹         | چند می‌فروشی؟                        | سؤال                              | مهدیار آقاجانی                 |
| ۱۳۹۹         | آبی قرمز                            | فدائی                             | مهدیار آقاجانی                 |
| ۱۳۹۹         | دیگه تابلو شده                      | فدائی                             | مهدیار آقاجانی                 |
| ۱۳۹۹         | ترانه علیدوستی                      | قاف                               | مهدیار آقاجانی                 |
| ۱۳۹۸         | سوسک                                | دیگرد                             | مهدیار آقاجانی                 |
| ۱۳۹۸         | هزارتا مظنون                        | فدائی                             | مهدیار آقاجانی                 |
| ۱۳۹۸         | تا حالا دیدی؟                       | سؤال                              | مهدیار آقاجانی                 |
| ۱۳۹۸         | دستاشو مشت کرده                     | هیچ‌کس                             | مهدیار آقاجانی                 |
| ۱۳۹۷         | Ali                                 | اینسترومنتال                      | مهدیار آقاجانی                 |
| ۱۳۹۶         | افراطی                              | فدائی                             | مهدیار آقاجانی                 |
| ۱۳۹۶         | Money Money                         | اینسترومنتال                      | مهدیار آقاجانی                 |
| ۱۳۹۶         | vow                                 | اینسترومنتال                      | مهدیار آقاجانی                 |
| ۱۳۹۶         | عزاداری (به همراه کوشا)             | اینسترومنتال                      | مهدیار آقاجانی، اشکان کوشانژاد |
| ۱۳۹۶         | حسّن                                 | قاف                               | مهدیار آقاجانی                 |
| ۱۳۹۵         | گریه داره                           | هیچ‌کس                             | مهدیار آقاجانی                 |
| ۱۳۹۵         | خفه                                 | قاف                               | مهدیار آقاجانی                 |
| ۱۳۹۵         | هرت                                 | داریوش تبهکار                     | مهدیار آقاجانی                 |
| ۱۳۹۵         | فحش                                 | قاف                               | مهدیار آقاجانی                 |
| ۱۳۹۵         | گمرک                                | اینسترومنتال                      | مهدیار آقاجانی                 |
| ۱۳۹۵         | مستقل                               | فدائی                             | مهدیار آقاجانی                 |
| ۱۳۹۴         | جنایی                               | فدائی                             | مهدیار آقاجانی                 |
| ۱۳۹۴         | کوتاهی                              | داریوش تبهکار                     | مهدیار آقاجانی                 |
| ۱۳۹۴         | تف                                  | هیچ‌کس                             | مهدیار آقاجانی                 |
| ۱۳۹۴         | Featherlight (ریمیکس)               | اینسترومنتال                      | مهدیار آقاجانی                 |
| ۱۳۹۳         | فیروز                               | هیچ‌کس                             | مهدیار آقاجانی                 |
| ۱۳۹۳         | خوش گذش                             | قاف                               | مهدیار آقاجانی                 |
| ۱۳۹۳         | March Forth                         | Rosko John (با رؤیا عرب)          | مهدیار آقاجانی                 |
| ۱۳۹۲         | همصدا                               | فدائی                             | مهدیار آقاجانی                 |
| ۱۳۹۲         | بنگ (ریمیکس)                        | هیچ‌کس                             | مهدیار آقاجانی                 |
| ۱۳۹۲         | بنگ                                 | اینسترومنتال                      | مهدیار آقاجانی                 |
| ۱۳۹۲         | ناجی                                | فدائی                             | مهدیار آقاجانی                 |
| ۱۳۹۲         | موی پریشون                          | هیچ‌کس (با رؤیا عرب و داریوش)      | مهدیار آقاجانی                 |
| ۱۳۹۲         | Written In The Sand(ریمیکس)         | اینسترومنتال                      | مهدیار آقاجانی                 |
| ۱۳۹۱         | چجوری می‌خوای                        | تهی                               | مهدیار آقاجانی                 |
| ۱۳۹۱         | سِر                                  | بیداد                             | مهدیار آقاجانی                 |
| ۱۳۹۱         | جوون و خام (Young N Foolish)        | هیچ‌کس (با قاف، کول جی رپ و ریویل) | مهدیار آقاجانی                 |
| ۱۳۹۱         | عاشقم                               | هیچ‌کس                             | مهدیار آقاجانی                 |
| ۱۳۹۱         | من اگه تو نباشی                     | هیچ‌کس                             | مهدیار آقاجانی                 |
| ۱۳۹۰         | اون مثل داداشم بود                  | هیچ‌کس                             | مهدیار آقاجانی                 |
| ۱۳۹۰         | رفیق                                | فدائی                             | مهدیار آقاجانی                 |
| ۱۳۹۰         | تیریپ ما۲                           | هیچ‌کس (با ریویل)                  | مهدیار آقاجانی                 |
| ۱۳۹۰         | فتوا                                | قاف                               | مهدیار آقاجانی                 |
| ۱۳۹۰         | بجنگ مثلِ                            | هیچ‌کس                             | مهدیار آقاجانی                 |
| ۱۳۹۰         | مغز                                 | قاف                               | مهدیار آقاجانی                 |
| ۱۳۹۰         | یه عشق نقره‌ای                       | فدائی                             | مهدیار آقاجانی                 |
| ۱۳۹۰         | New Bloom                           | اینسترومنتال                      | مهدیار آقاجانی                 |
| ۱۳۹۰         | ساز ما                              | فدائی                             | مهدیار آقاجانی                 |
| ۱۳۹۰         | خدایان و حوادث (Gods and Disasters) | اینسترومنتال                      | مهدیار آقاجانی                 |
| ۱۳۹۰         | Weasels and Warcries                | اینسترومنتال                      | مهدیار آقاجانی                 |
| ۱۳۸۹         | جوانی (Jouwani)                     | بهمن قبادی                        | مهدیار آقاجانی                 |
| ۱۳۸۸         | ایران ایران                         | فدائی                             | مهدیار آقاجانی                 |
| ۱۳۸۸         | بسه مفتبری                          | قاف (با بیداد)                    | مهدیار آقاجانی                 |
| ۱۳۸۸         | یه روز خوب میاد                     | هیچ‌کس                             | مهدیار آقاجانی                 |
| ۱۳۸۸         | واقعی تر از مستند (دیس سهند کوازی)  | هیچ‌کس                             | مهدیار آقاجانی                 |
| ۱۳۸۷         | یه مشت سرباز                        | هیچ‌کس                             | مهدیار آقاجانی                 |
| ۱۳۸۵         | برو جلو                             | هیچ‌کس (با رضا پیشرو)              | مهدیار آقاجانی                 |
| ۱۳۸۵         | بازم کلان                           | هیچ‌کس (با رضا پیشرو)              | مهدیار آقاجانی                 |
| ۱۳۸۴         | کمک                                 | هیچ‌کس (با یاس)                    | مهدیار آقاجانی                 |